# يو إف سي ليلة القتال: يودرزيجيك ضد بيني
يو إف سي ليلة القتال: يودرزيجيك ضد بيني (بالإنجليزية: UFC Fight Night: Jędrzejczyk vs. Penne)‏ هو حدث لفنون القتال المختلطة نظمته يو إف سي، أُقيم في 20 يونيو 2015، على مرسيدس بنز في برلين، ألمانيا.